# Ernest Cline

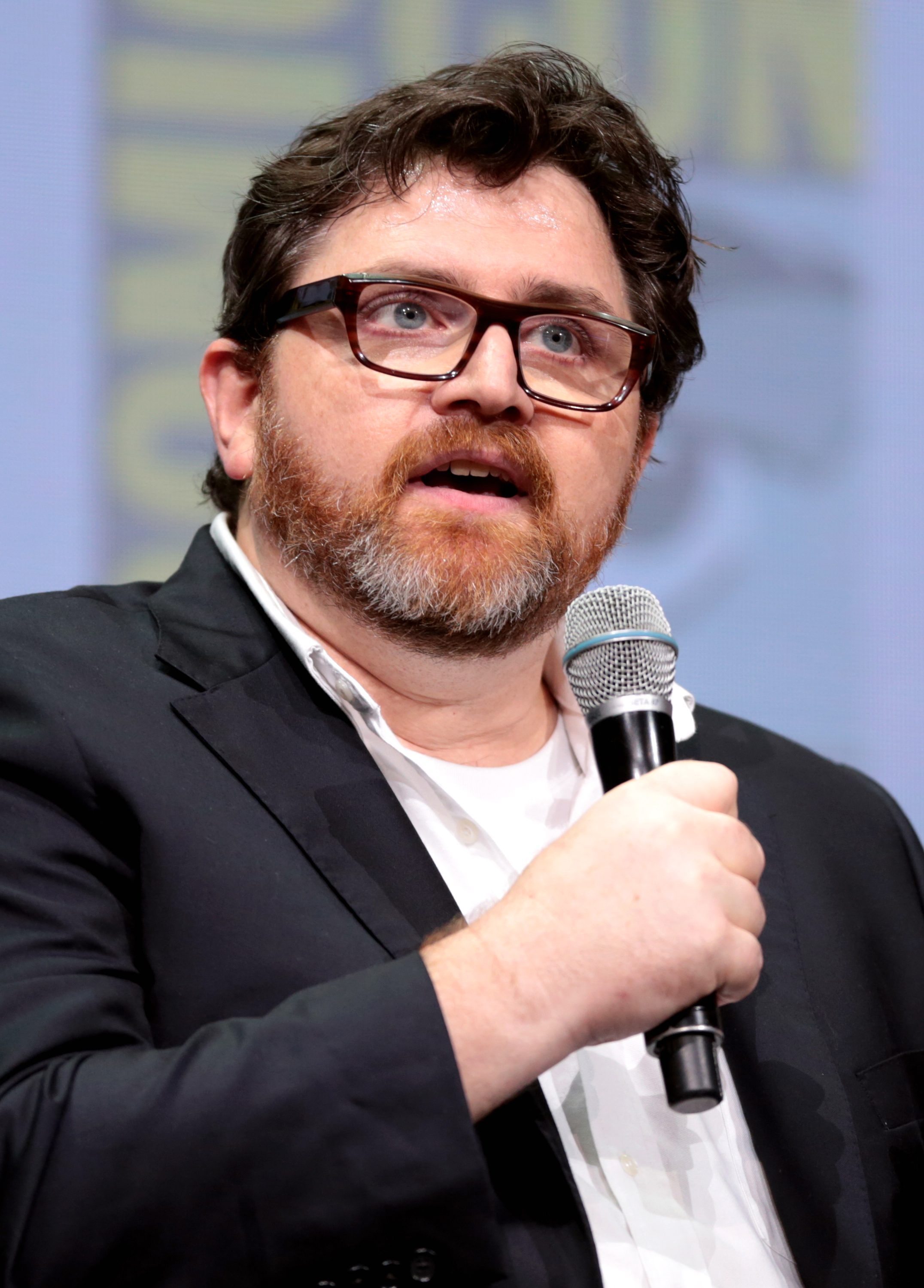
Ernest Cline auf der Comic-Con in San Diego 2017

Ernest Christy Cline (geboren am 29. März 1972 in Ashland, Ohio) ist ein amerikanischer Schriftsteller und Drehbuchautor, der vor allem durch die Independent-Film-Komödie Fanboys (2009) und seinen Debüt-Roman Ready Player One von 2010 bekannt wurde.

## Leben
Cline wurde als Sohn von Ernest Christy Cline (23. April 1929 bis 25. April 2000) und dessen Frau Faye Imogene (2. Oktober 1931 bis 12. November 1997, geborene Williams), die seit dem 30. April 1959 verheiratet waren, in Ohio geboren. In einer Gegend, wie er auf seiner Webseite schreibt, an der sich Rust und Bible Belt überlappen, aber mit 25 Kirchen. Er mag keinen Sport und kann auf der Gitarre drei Akkorde greifen. Anfang der 1990er Jahre begann er gebrauchte Straßenkreuzer für $300 zu kaufen. Er ist ein Fan der Filmreihe Zurück in die Zukunft und legte sich einen Sportwagen der Marke DeLorean DMC-12 Baujahr 1982 zu, den er so anpassen ließ, dass er wie das Filmrequisit aussah. Cline nahm von 1997 bis 2001 an Wettbewerben wie den Austin Poetry Slam teil, den er 1998 und 2001 gewann. Auch beim Austin National Poetry Slam und dem Seattle National Poetry Slam machte er mit. Zu seinen dort vorgetragenen Werken gehörten Dance, Monkeys, Dance, Nerd Porn Auteur und When I Was a Kid. Er brachte 2001 diese spoken words in dem Buch The Importance of Being Ernest (Titel entlehnt von Oscar Wildes Komödie The Importance of Being Earnest) heraus. Cline’s Lieblingsvideospiel soll Black Tiger sein, das auch in seinem Roman Ready Player One an einer wichtigen Stelle der Handlung vorkommt. Für diesen Roman erhielt er im Jahr 2012 die Auszeichnung Prometheus Award in der Kategorie „Best Novel“.

## Rezeption und Rezension
Die Bücher von Ernest Cline landeten bisher immer weit oben auf den Bestsellerlisten und sind vom Konzept her gut für Verfilmungen geeignet. So verfilmte Steven Spielberg 2018 Clines dystopischen Roman Ready Player One.
Cline verhandelt auch mit Crown Publishing (Penguin Random House) über die Filmrechte für sein drittes Buch, den Roman Armada.
In der Zeitung The Columbus Dispatch schreibt Michael Grossberg: „Ohio native Ernest Cline is riding high with inventive novels and Hollywood screenplays that reflect his fascination with virtual reality and retro video games.“ („Ernest Cline aus Ohio befindet sich mit seinen erfindungsreichen Romanen und Hollywood-Drehbüchern, die seine Faszination für virtuelle Realität und alte Retro-Videospiele widerspiegeln, auf einem Höhenflug.“)

## Auszeichnungen
- 2012 Prometheus Award für Ready Player One als bester Roman

## Bibliografie
Ready Player
1. Ready Player One (2011)
  - Deutsch: Ready Player One. Übersetzt von Sara Riffel und Hannes Riffel. Penhaligon Fantasy #3090, 2012, ISBN 978-3-7645-3090-7 (Leseprobe, PDF).
2. Ready Player Two (2020)
  - Deutsch: Ready Player Two. Übersetzt von Sara Riffel, Alexandra Jordan und Alexander Weber. Fischer Tor, Frankfurt am Main 2021, ISBN 978-3-596-70654-9.

Romane
- Armada (2015)
  - Deutsch: Armada: Nur du kannst die Erde retten. Übersetzt von Sara Riffel. Fischer Tor #29660, 2017, ISBN 978-3-596-29660-6. Hörbuch: Gerrit Schmidt-Foß liest Ernest Cline, Armada. Übersetzt von Sara Riffel. Argon Verlag GmbH, Berlin 2017, ISBN 978-3-8398-1542-7.
- Bridge to Bat City (2024)

Sammlung
- The Importance of Being Ernest : A collection of essays & poetry, 1997–2001 (2006)

Kurzgeschichten
- The Omnibot Incident (2014, in: Daniel H. Wilson und John Joseph Adams (Hrsg.): Robot Uprisings)

Drehbuch
- Fanboys (2006; mit Dan Pulick und Adam Goldberg, OCLC 169873167)